# Parque regional Yacuma
El Parque regional Yacuma es un área protegida departamental en Bolivia, ubicada en las provincias de General José Ballivián, Moxos y Yacuma del departamento del Beni, en los municipios de San Borja, San Ignacio de Moxos y Santa Ana del Yacuma.Cuenta con una extensión aproximada de 120 000 hectáreas. Fue creado como Parque regional mediante D.S. n.º 22611 del 24 de septiembre de 1990. En el área se encuentra los ecosistemas de bosques preandinos y sabanas inundables.
El parque regional es parte de las zonas de protección del Territorio indígena Región de Chimanes, junto a la Reserva de biosfera Estación Biológica del Beni y la Zona de Protección de Cuencas Hidrográficas Eva Eva – Mosetenes.

## Galería

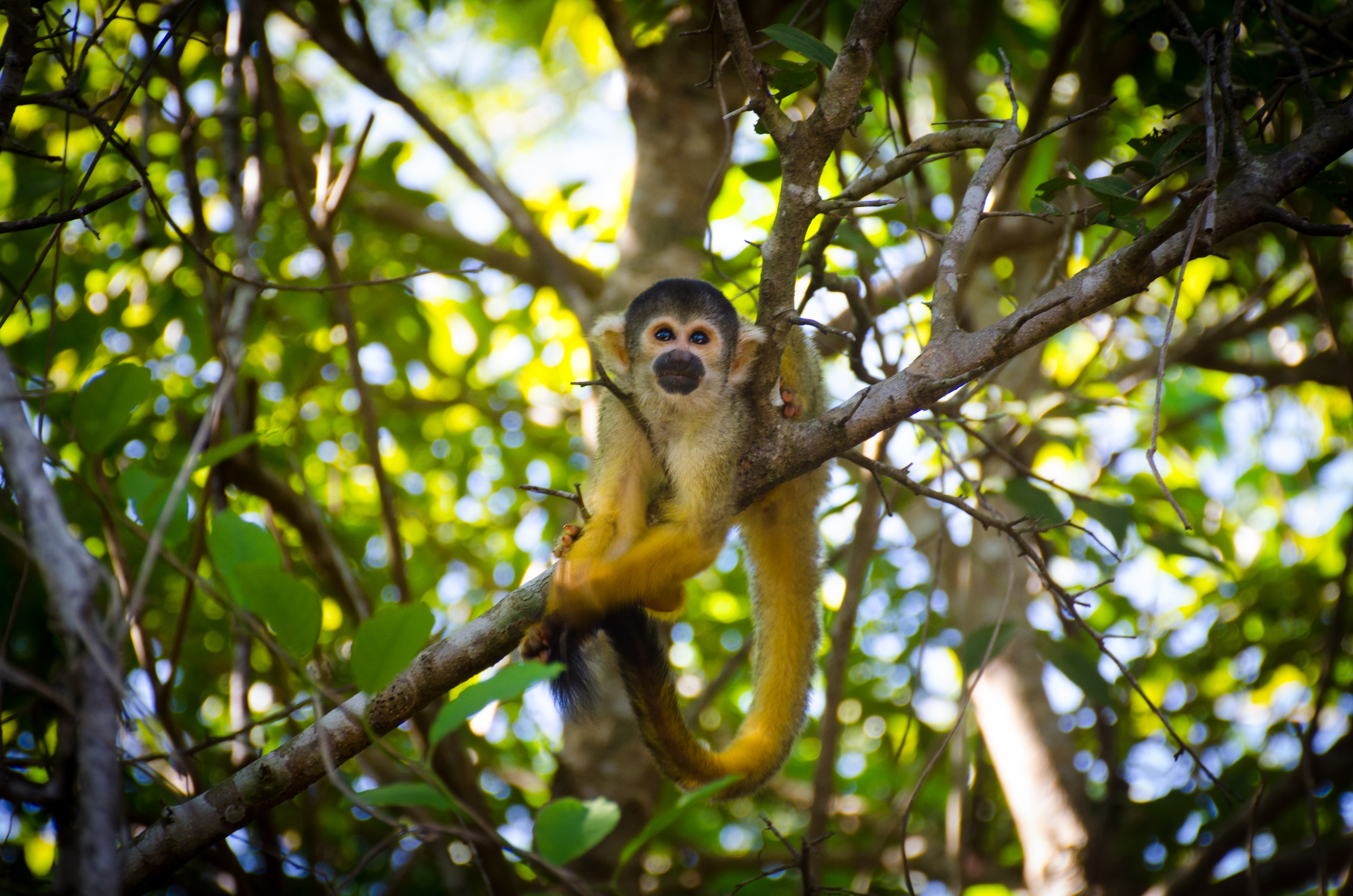
Mono ardilla
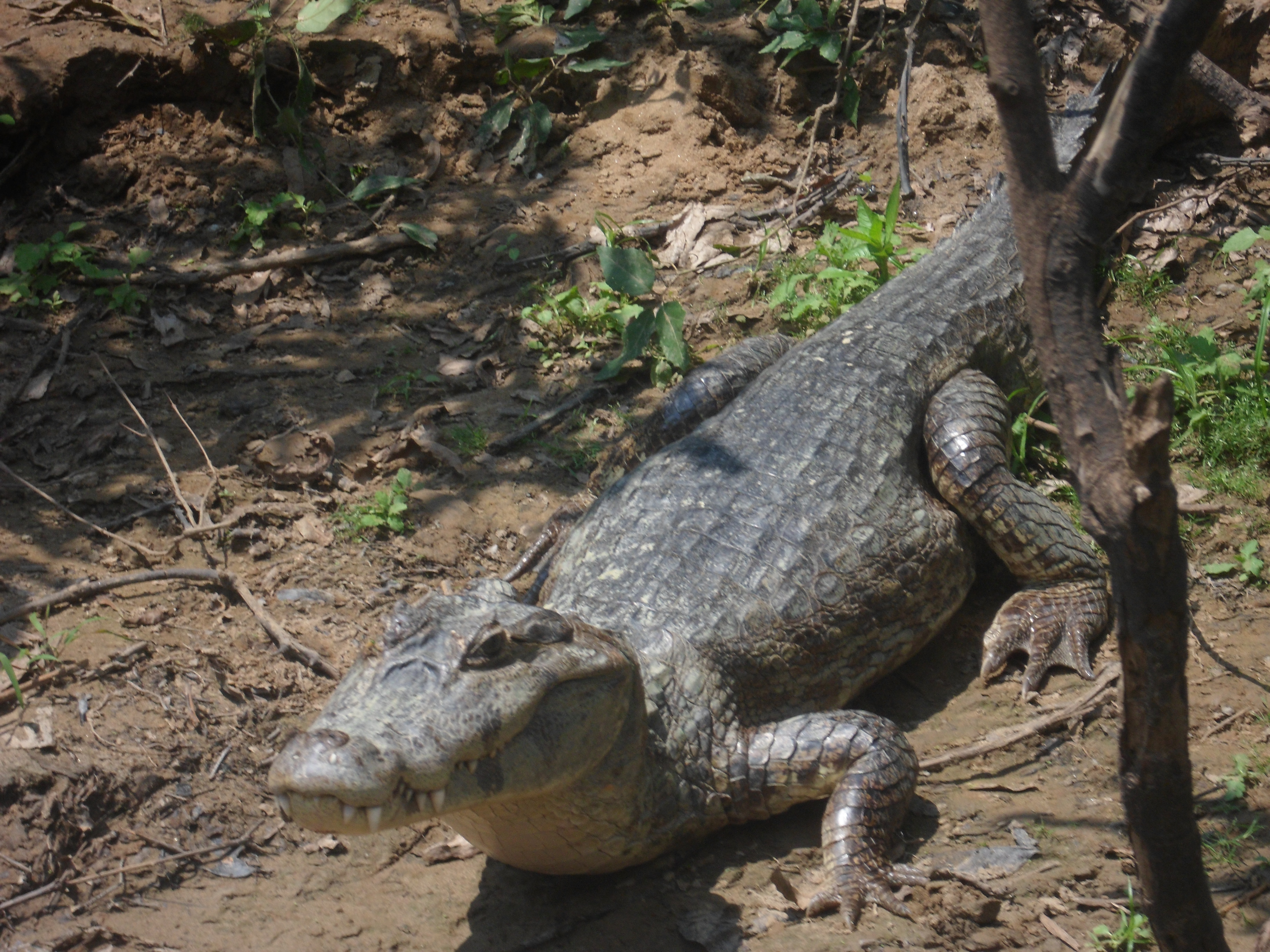
Lagarto
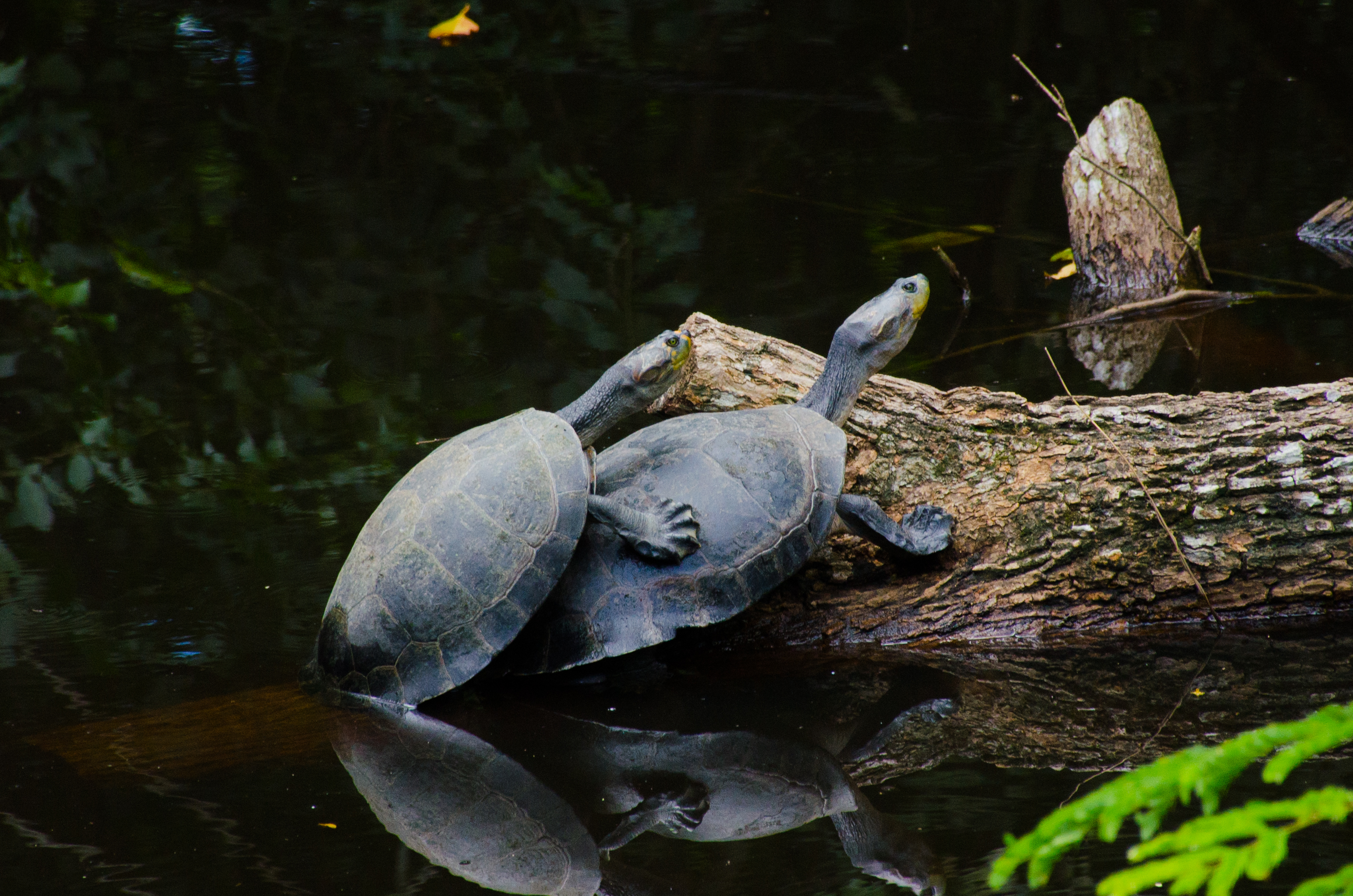
Tortugas